# HNLMS Banckert (1929)
Pour les autres navires du même nom, voir HNLMS Banckert.
Le HNLMS Banckert (en néerlandais : Hr.Ms. Banckert) est un destroyer de classe Admiralen construit pour la Marine royale néerlandaise dans les années 1920.

## Historique
Le 20 octobre 1936, le Banckert secourt le cargo Van der Wijck de la Koninklijke Paketvaart-Maatschappij ayant chaviré en mer de Java. La mission de sauvetage permettra de sauver 210 des 261 marins.
Le 14 février 1942, il saborde le Van Ghent coincé sur un récif et embarque l'équipage à son bord avant de prendre part à une action contre l'invasion japonaise de Palembang. 
Entre le 24 et le 28 février 1942, le navire est attaqué par des avions japonais et endommagé, finissant sabordé le 2 mars. Le navire est renfloué et réparé par les japonais pour être utilisé comme patrouilleur. Par manque de moyens, les réparations ne seront jamais terminées et le destroyer est finalement utilisé comme navire cible dans le détroit de Madura en septembre 1949.